# Mike Bennett
Michael Bennett (16 de mayo de 1985) es un luchador profesional estadounidense actualmente trabaja en All Elite Wrestling (AEW) bajo el nombre real. 
Bennett es conocido por su trabajo para las empresas WWE, donde trabajo bajo el nombre Mike Kanellis, e Impact Wrestling, donde trabajo bajo el nombre "The Miracle" Mike Bennett. Dentro de sus logros, en WWE destaca dos reinados como Campeón 24/7 y en Impact Wrestling, destaca un reinado como Campeón de la División X de TNA. 
También ha luchado para las promociones Ring of Honor, donde destaca un reinado como Campeón Mundial de Equipos de ROH y New Japan Pro Wrestling (NJPW), donde destaca un reinado como Campeón en Parejas de IWPG. Bennett y el luchador Matt Taven operan una escuela de lucha libre en West Warwick, Rhode Island.

## Carrera de lucha libre profesional

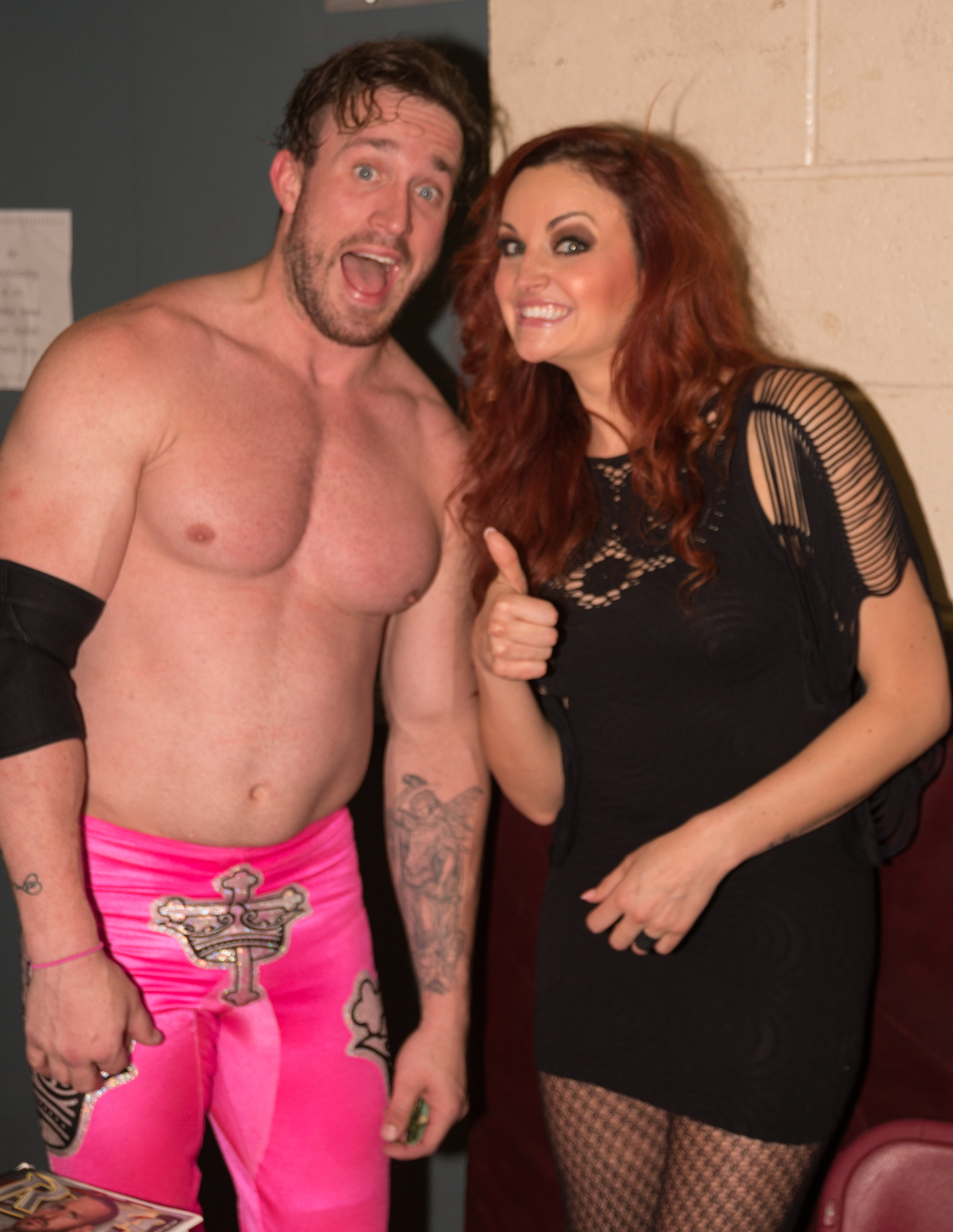
Michael Bennett y Maria Kanellis en un espectáculo de Smash Wrestling en Etobicoke, Ontario.

### New Japan Pro Wrestling (2014-2015)
En mayo de 2014, Bennett participó en una gira coproducida por ROH y New Japan Pro Wrestling (NJPW). El 17 de mayo en War of the Worlds, Bennett fue derrotado por uno de los mejores luchadores de NJPW, Hiroshi Tanahashi, en un combate interpromocional. A través de la relación de ROH con NJPW, Bennett hizo una aparición para la promoción japonesa el 10 de agosto en Tokorozawa, Saitama, haciendo equipo con Adam Cole para derrotar al Capitán New Japan y Jushin Thunder Liger en un combate por equipos.
A través de la relación de ROH con NJPW, 23 de noviembre al 5 de diciembre de 2014, Bennett y Matt Taven participaron en la World Tag League 2015 de la New Japan Pro Wrestling. El equipo terminó su bloque de round-robin con un registro de cuatro victorias y tres derrotas, sin poder avanzar a la final. Taven y Bennett regresaron a NJPW el 5 de abril de 2015, en Invasion Attack, donde derrotaron a Bullet Club (Doc Gallows y Karl Anderson) para ganar el Campeonato en Parejas de la IWGP. 
El 5 de julio en Dominion 7.5 in Osaka-jo Hall, The Kingdom perdió el Campeonato en Parejas de IWGP de vuelta al Bullet Club en su primera defensa. Taven y Bennett regresaron a NJPW en noviembre para participar en la World Tag League 2015, donde terminaron con un récord de dos victorias y cuatro derrotas, sin poder avanzar desde su bloque.

### Total Nonstop Action Wrestling (2016-2017)
El 5 de enero de 2016, en el episodio de Impact Wrestling, Bennett hizo su debut para TNA con su esposa Maria a su lado, bajo el nombre de "The Miracle" Mike Bennett. Rápidamente llamó al antiguo aliado de ROH Matt Hardy "old and washed up", y declaró que es el Jesús de la lucha libre. Tres días después, en One Night Only: Live, Bennett hizo su debut en el ring, derrotando a Robbie E. Él desafió a Kurt Angle en el Maximum Impact Tour; Sin embargo, Angle dijo que él no lucha con nadie que no respeta, esto causó que Bennett tenga una feudo corto con Drew Galloway a quien Angle tenía respeto. Su pelea contra Galloway culminó en el episodio del 1 de marzo de Impact Wrestling, donde Bennett derrotó a Galloway. El feudo terminó en el episodio del 15 de marzo de Impact Wrestling, cuando Bennett y Maria derrotaron a Galloway y a Gail Kim. Empezó una pelea contra Ethan Carter III, durante el episodio del 12 de abril de Impact Wrestling, tuvo una lucha contra él, que terminó en una descalificación, cuando Carter atacó a Bennett con una silla. En el episodio del 26 de abril de Impact Wrestling, Bennett derrotó a Carter, terminando su racha invicta. El 12 de junio, en Slammiversary, Bennett fue derrotado por Carter en su revancha.
En el episodio del 21 de junio de Impact Wrestling, Bennett derrotó a Eddie Edwards para ganar el Campeonato de División X de TNA. La semana siguiente, Bennett retuvo con éxito su Campeonato de División X de TNA contra Braxton Sutter después de que él ganara una batalla real para ganar su oportunidad por el título. En el episodio del 5 de julio de Impact Wrestling, Bennett derrottó de nuevo a Eddie Edwars en un Ultimate X match por el Campeonato de División X de TNA. En Destination X, fue derrotado por DJZ después de una interferencia de múltiples luchadores de la División X. Más adelante esa noche, él interrumpió el acontecimiento principal atacando al árbitro y a Bobby Lashley, con la ayuda de Moose. En el episodio del 21 de julio de Impact Wrestling , Bennett entra en el Bound for Glory Playoff para desafiar para el Campeonato Mundial Peso Pesado de TNA en Bound for Glory derrotando a Jeff Hardy en la primera ronda y Drew Galloway en la semifinal, pero perdió la ronda final contra Ethan Carter III. En el episodio del 25 de agosto de Impact Wrestling, Bennett ganó una batalla real al eliminar a Eddie Edwards y Moose para ganar una oportunidad por el título contra Lashley por el Campeonato Mundial Peso Pesado de TNA. La semana siguiente en Impact Wrestling, perdió la lucha, cuando un frustrado Moose se negó a ayudarlo. Después de la lucha, Bennett le gritó a Moose, llamándolo "un futbolista fallido", justo antes de que Moose lo atacara.
El 2 de octubre, en Bound for Glory, Bennett fue derrotado por Moose. Más tarde esa noche, Bennett y Maria tuvieron una confrontación contra Cody y su esposa Brandi Rhodes. En el episodio del 13 de octubre de Impact Wrestling, sufrió una derrota contra Cody. En el episodio del 20 de octubre de Impact Wrestling, derrotó a Mahabali Shera. Más tarde, Maria atacó Brandi Rhodes después de la lucha de Cody. En el episodio del 27 de octubre de Impact Wrestling, Mike Bennett y Maria fueron derrotados por Cody y Brandi Rhodes, poniendo así fin a la pelea. En el episodio del 10 de noviembre de Impact Wrestling, Mike Bennett derrotó a Moose para participar en una lucha fatal cuatro esquinas contra Ethan Carter III, Lashley y Trevor Lee, para determinar el contendiente número uno por Campeonato Mundial Peso Pesado de TNA, que fue ganado por Carter la semana siguiente. En el episodio del 5 de enero de 2017 de Impact Wrestling, Mike Bennett fue derrotado por Moose y no logró ganar el Impact Grand Championship. Después del fósforo, Bennett desafió a Moose para una lucha sin descalificación en el One Night Only: Live!, que fue ganado una vez más por Moose. El 1 de marzo, se anunció que Bennett, junto con su esposa, habían hecho su salida de TNA.

### WWE (2017-2020)

#### 2017-2018
El 8 de abril del 2017 Bennett firmó con WWE junto con su esposa Maria, donde fueron enviados a la marca SmackDown Live. Debutaron finalmente en el evento Money in the Bank, y se presentó utilizando el apellido de su esposa, como Mike Kanellis. En las semanas siguientes de SmackDown, Mike y Maria serían interrumpidos involuntariamente por Sami Zayn, lo que llevó a los Kanellis es a exigir una disculpa por el episodio del 11 de julio, pero Zayn se negó. Esto provocó que Maria abofeteara a Zayn, y Mike atacara a Zayn con un jarrón, estableciendo ambos como heels y comenzando una pequeña rivalidad con Zayn. En el episodio del 18 de julio de SmackDown, Kanellis se enfrentó a Zayn en su combate debut en WWE en un esfuerzo ganador, después de la interferencia de María. Posteriormente se programó una revancha para Battleground la cual fue derrotado por Zayn. En el siguiente episodio de SmackDown, Mike, junto con Aiden English, perdería un combate por equipos contra Zayn y Tye Dillinger. En el episodio del 29 de agosto de SmackDown, Kanellis perdió un combate contra el debutante de NXT Bobby Roode. En este punto, Kanellis comenzó a hacer apariciones sin María debido a su embarazo. Después de un paréntesis de dos meses, Kanellis regresó en el episodio del 3 de octubre de SmackDown en un esfuerzo perdedor por Roode. Este sería la última lucha del año de Kanellis.
El 10 de octubre, los Kanellis aparecieron en un video de WWE en YouTube, en el cual los dos discutieron la batalla de Mike con el abuso de drogas.
Después de otro hiato de un mes, Kanellis regresó como leñador en un combate por equipos entre The New Day y Zayn y Kevin Owens. En el house show Starrcade el 25 de noviembre, Kanellis hizo equipo con The Bludgeon Brothers (Harper & Rowan), The Colons y Rusev en un esfuerzo ganador sobre Tyler Breeze, Fandango, The Ascension, Sin Cara y Dillinger.
Después de un paréntesis de tres meses, Kanellis regresó a un espectáculo en vivo el 25 de febrero de 2018, donde derrotó a Sin Cara. Kanellis hizo su regreso luciendo un nuevo atuendo para el ring y notablemente más musculoso y delgado en Wrestlemania 34 como participante en la quinta edición anual de André the Giant Memorial Battle Royal eliminando a Primo Colon antes de ser eliminado por Sin Cara.
El 16 de abril en Raw, Kanellis fue reclutado como parte de WWE Superstar Shake-up a través de Instagram. Kanellis hizo su primera aparición en ring como superestrella de Raw en el Greatest Royal Rumble, ingresando en el #6 antes de ser eliminado por Mark Henry en 3 segundos. El 3 de septiembre apareció en RAW, para unirse junto a Jinder Mahal y otros más del roster al ataque contra The Shield.

#### 205 Live (2018-2020)
El 10 de octubre de 2018, él y Maria hicieron su debut en el show de peso crucero 205 Live, interrumpiendo un partido entre Lio Rush y Lince Dorado y atacando a Dorado. La siguiente semana en 205 Live derrotó a Lince Dorado. Tras esto se aliaron con TJ Perkins, teniendo varios combates en contra de The Lucha House Party.
El 19 de marzo en 205 Live derrotó a Akira Tozawa tras una distracción de Maria, terminando con su racha de derrotas. El 11 de junio, Mike y Maria amenazaron al General Mánager de 205 Live Drake Maverick, diciéndole que si no les daban la oportunidad que merecían desde hace tiempo terminarían sus contratos. El 1 de julio de 2019, reapareció en Raw, junto a su esposa María, retando a Seth Rollins y Becky Lynch, siendo derrotados después de que Lynch le hiciera rendirse. Tras la lucha una enfurecida Maria anunció que estaba embarazada de él, para posteriormente humillarlo y decirle que se avergonzaba de él. En 205 Live del 16 de julio derrotó a un Competidor Local, tras la lucha encaró a Drake Maverick por no darle oportunidades, por lo cual ambos se atacaron.
El 29 de mayo de 2019 en Raw, ganó su primer título en WWE al cubrir a R-Truth y ganar el Campeonato 24/7 pero luego de unos minutos lo perdería frente a su esposa Maria Kanellis que lo obligó a dejarse cubrir para el conteo de 3 y perder en ese instante el Campeonato 24/7. Junto a Maria Kanellis demandaban una oportunidad al Campeonato Peso Crucero al gerente general de 205 Live Drake Maverick y si no lo hacía, renunciarían, y Maverick lo tomó de manera para nada profesional, hasta el episodio de 205 Live del 16 de julio donde lo atacó después de encararlo y posteriormente fue retado por Maverick. Y en 205 Live del 30 de julio se enfrentó a Drake Maverick en un Unsansined Match, en el que si Mike ganaba tendría una oportunidad al Campeonato Peso Crucero de WWE, sin embargo perdió.
Hizo su regreso en 205 Live del 14 de febrero de 2020 haciendo equipo con Tony Nese derrotando a The Brian Kendrick & Ariya Daivari, por distracción de Oney Lorcan & Danny Burch. Kanellis fue liberado de su contrato el 15 de abril de 2020 debido a cortes de personal por la crisis de la pandemia por COVID-19.

### Circuito independiente (2020)
Después de dejar WWE, Bennett usó su nombre real en el circuito independiente. ¡El 15 de septiembre de 2020, se enfrentó a Nick Aldis por el Campeonato Mundial Peso Pesado de NWA United Wrestling Network Prime Time LIVE! pay-per-view, que perdió.

### Ring of Honor (2020-2021)
El 21 de noviembre de 2020, Bennett hizo una aparición en la televisión Ring of Honor Wrestling ayudando a Matt Taven a luchar contra Vinny Marseglia y Bateman.

### Regreso a Impact Wrestling (2022)
En Hard To Kill, el 8 de enero de 2022, Regreso a Impact Wrestling, apareció junto a Maria, Matt Taven, PCO y Vincent, atacando a Eddie Edwards, Rich Swann, Willie Mack, Heath & Rhino.
El 8 de octubre de 2022, se anunció que Bennett, Kanellis, Taven y Vincent habían dejado Impact Wrestling.

### All Elite Wrestling (2022-presente)
En el episodio del 14 de octubre de Rampage de AEW, Bennett apareció con Maria & Taven, como The Kingdom, para enfrentarse a FTR.

### Regreso a ROH (2023)
Bennett hizo su regreso a ROH el 2 de marzo de 2023, episodio de ROH en Honor Club, donde él y Taven derrotaron a The Infantry (Carlie Bravo y Shawn Dean). En Supercard of Honor el 31 de marzo, The Kingdom completó el combate de escaleras "Reach for the Sky" por el vacante Campeonato Mundiales en Parejas de ROH, que fue ganado por Lucha Brothers (Penta El Zero Miedo y Rey Fénix).

## Filmografía
| Año  | Título          | Personajes      | Notas |
| ---- | --------------- | --------------- | ----- |
| 2014 | Penance         | Guy             |       |
| 2015 | Almost Mercury  | Officer Rudolph |       |
| 2017 | The Santa Files | El Mismo        |       |

## Vida personal
Bennett tiene un hermano mayor, una hermana mayor y un hermano menor. Se graduó de la Escuela Secundaria Media Carver en el 2003 (actualmente, Carver Middle-High School). Bennett es amigo de Kevin Kelly, y considera a Kelly como un mentor dentro del negocio de lucha profesional. En una entrevista en diciembre de 2011, María Kanellis confirmó que estaba saliendo con Bennett. Bennett y Kanellis más tarde se comprometieron, y la pareja se casó el 10 de octubre de 2014.
Fue listado como uno de los 75 mejores luchadores de lucha libre en el mundo por Muscle Men en 2010.
El 25 de septiembre del 2017, Bennett y su esposa María Kanellis, revelaron que estaban esperando su primer hijo.

## Campeonatos y logros
- Neo Revolution Grappling

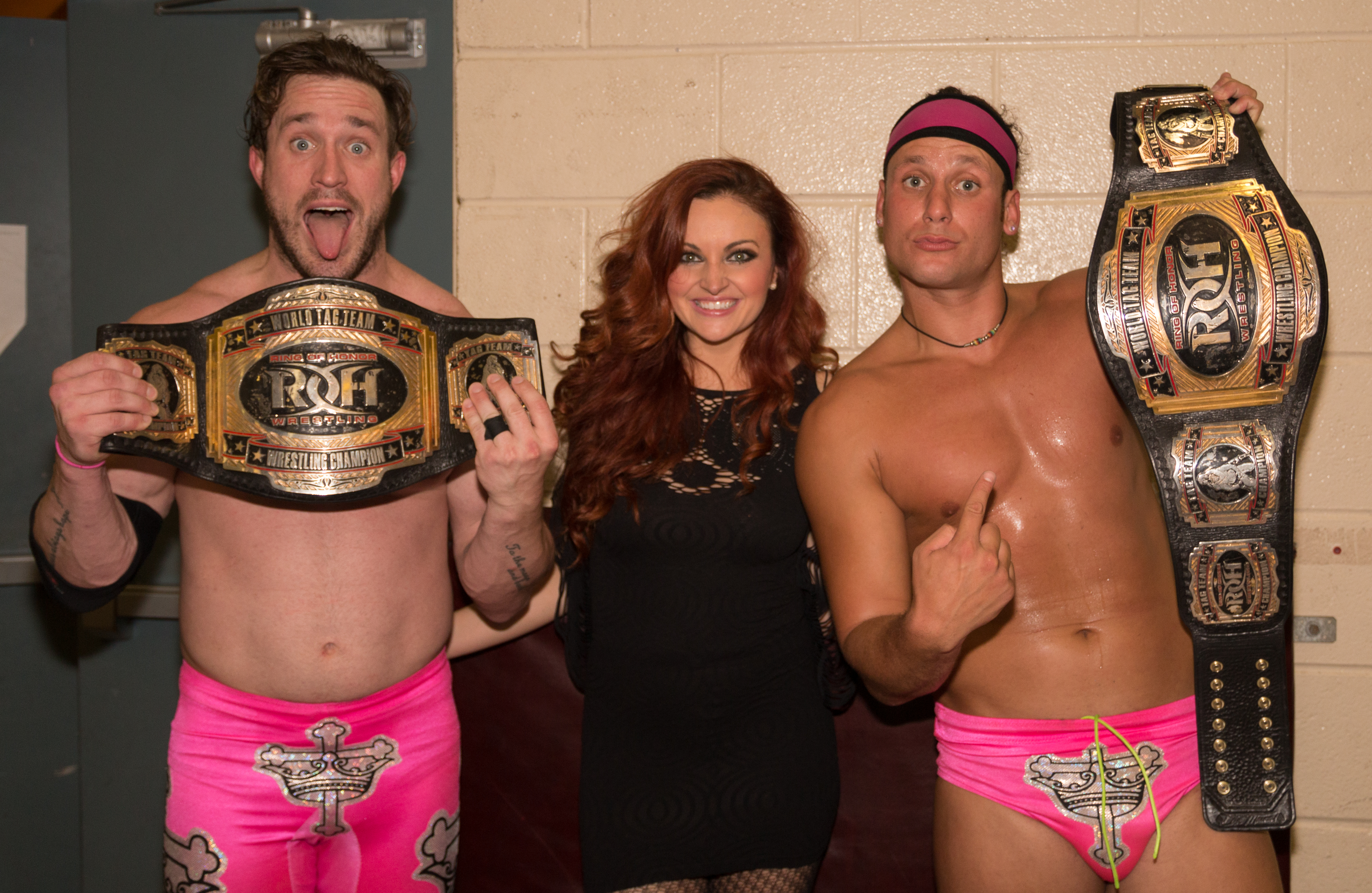
Bennett (izquierda) y Matt Taven como Campeones Mundiales en Parejas de ROH.

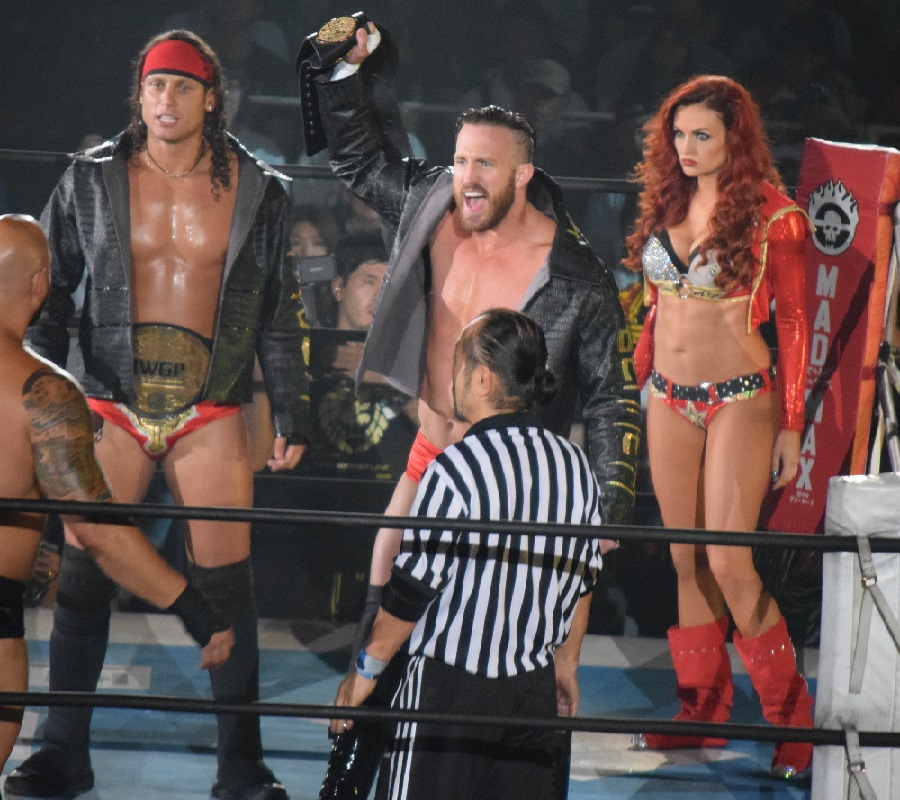
Bennett y Taven como Campeones en Parejas de IWGP.

  - NRG Heavyweight Championship (1 vez)

- New England Wrestling Alliance
  - NEWA Heavyweight Championship (1 vez)

- New Japan Pro Wrestling
  - IWGP Tag Team Championship (1 vez) – con Matt Taven

- Northeast Championship Wrestling
  - NCW Tag Team Championship (1 vez) – con Chris Venom y Johnny Idol[12]

- Northeast Wrestling
  - NEW Heavyweight Championship (1 vez)[13]

- Pro Wrestling Experience
  - PWE United States Championship (1 vez)[14]

- Pro Wrestling Illustrated
  - PWI lo clasificó en el puesto #51 de los 500 mejores luchadores individuales en el PWI 500 en 2016[15]

- Ring of Honor
  - ROH World Tag Team Championship (3 veces) – con Matt Taven
  - Top Prospect Tournament (2011)
  - Honor Rumble (2014)[16]
  - ROH Year-End Award (1 vez)
    - Holy S*** Moment of the Year (2020) for returning to ROH and saving Matt Taven from The Righteous[17]

- Top Rope Promotions
  - TRP Heavyweight Championship (1 vez)
  - TRP Tag Team Championship (1 vez) – con Bryce Andrews
  - Kowalski Cup (2006)

- Total Nonstop Action Wrestling / Impact Wrestling
  - TNA X Division Championship (1 vez)[6]
  - Impact World Tag Team Championship (1 vez) – con Matt Taven.

- World Wrestling Entertainment/WWE
  - WWE 24/7 Championship (2 veces)

- Xtreme Wrestling Alliance
  - XWA Heavyweight Championship (1 vez)[18]